# Triq Ix-Xatt w Sliemie

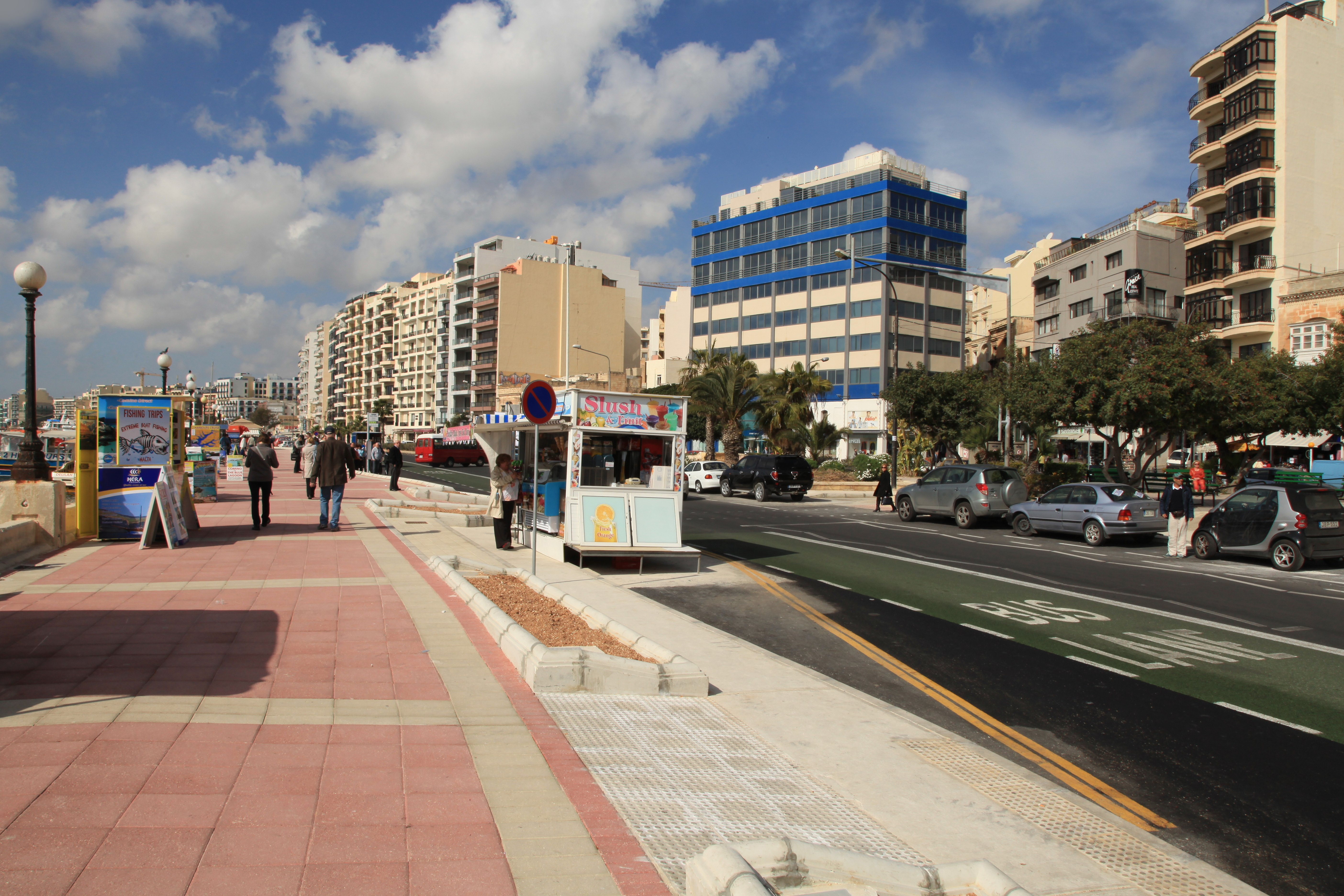
Triq Ix-Xatt w dzień

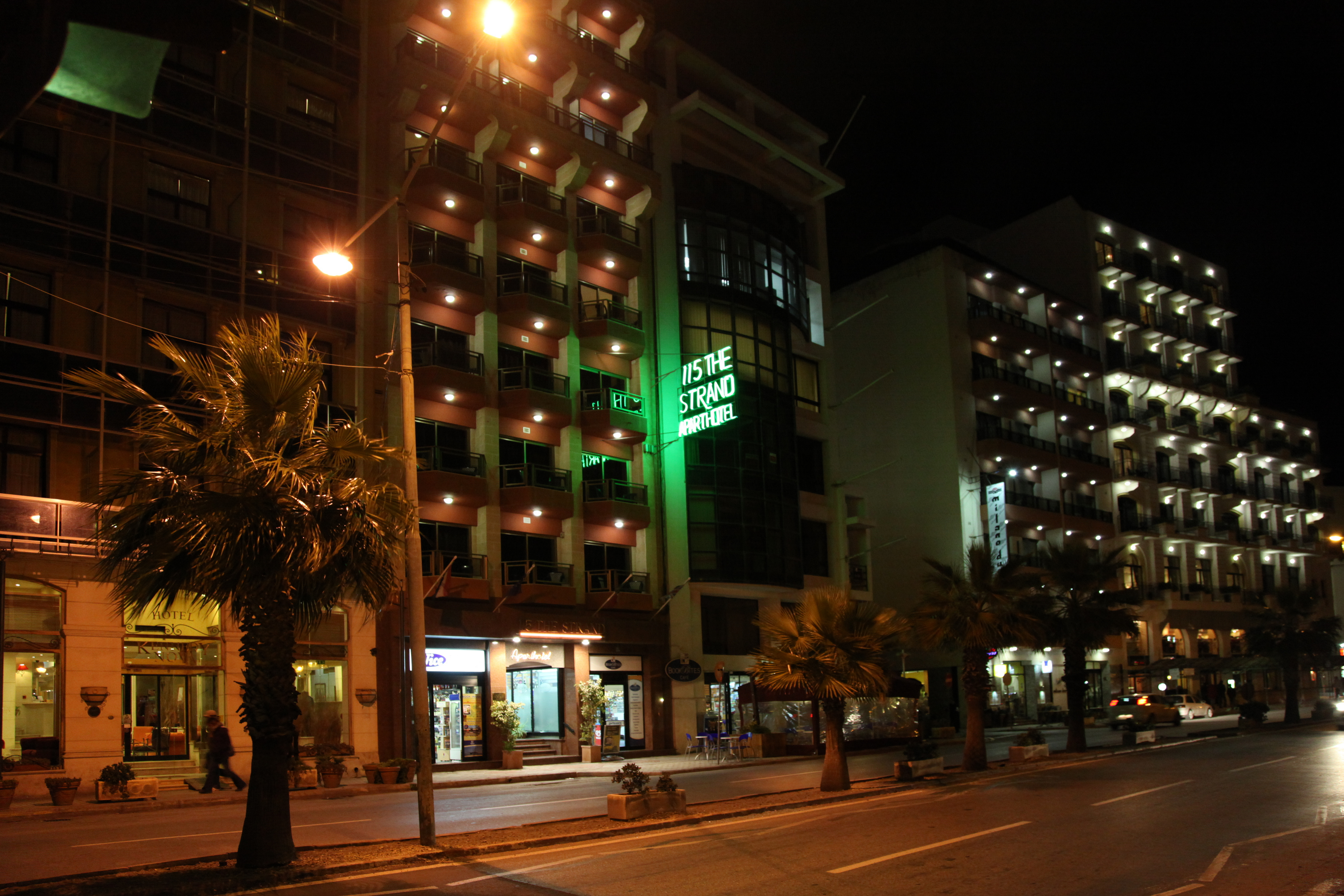
Triq Ix-Xatt nocą

Triq Ix-Xatt (pol. Ulica Nadbrzeżna, ang. The Strand) w Sliemie na Malcie jest ulicą o długości około 2 km, obejmującą starożytną arterię komunikacyjną, której początki sięgają czasów fenickich i rzymskich.
Przy promenadzie obok zabytkowych budynków znajdują się nowoczesne hotele, luksusowe apartamentowce.

## Historia
Historia Triq Ix-Xatt jest ściśle związana z rozwojem Sliemy. Obszar ten był niegdyś spokojną wioską rybacką z kilkoma wiejskimi domami, a Triq Ix-Xatt odgrywał kluczową rolę jako główna ulica łącząca wioskę z sąsiednimi osadami. W połowie XIX wieku obszar ten zaczęto przekształcać w miejscowość turystyczną i mieszkalną, w której osiedlały się głównie bogate rodziny maltańskie i brytyjscy emigranci. 
W okresie kolonialnym pod rządami Wielkiej Brytanii, Malta służyła jako ważna baza morska, a położenie Sliemy wzdłuż wybrzeża czyniło ją atrakcyjnym miejscem do rozwoju. Wpływy brytyjskie przyniosły znaczące zmiany w krajobrazie miasta, w tym na Triq Ix-Xatt zbudowano budynki w stylu wiktoriańskim, imponujące kamienice i eleganckie wille. Na początku XX wieku ulica stała się tętniącym życiem centrum ze strategicznym położeniem nad morzem, przyciągającym coraz więcej firm świadczących różnorakie usługi.
Podczas II wojny światowej Sliema stała się celem ciężkich bombardowań ze względu na strategiczne położenie Malty na Morzu Śródziemnym. Miasto i Triq Ix-Xatt doznały znacznych zniszczeń, jednak powojenna odbudowa przywróciła ulicy wcześniejsze znaczenie turystyczne i mieszkalne. W drugiej połowie XX wieku i w XXI wieku Sliema  Triq Ix-Xatt pojawiły się wieżowce i nowoczesne budynki, które zmieniły panoramę i charakter okolicy.

## Atrakcje
Wzdłuż nadmorskiej promenady znajduje się wiele restauracji, kawiarni i barów, które serwują autentyczne maltańskie dania oraz potrawy z całego świata. W okolicy znajduje się również wiele butików oraz sklepów z pamiątkami.
Z poziomu Triq Ix-Xatt można podziwiać liczne tradycyjne kolorowe łodzie rybackie, powszechnie określane jako luzzu, które są używane przez mieszkańców do połowu ryb. Przy promenadzie znajdują się punkty usługowe, oferujące możliwość uprawiania sportów wodnych, takich żeglarstwo, nurkowanie, kajakarstwo czy windsurfing.
W pobliżu znajdują się kamieniste plaże. Triq Ix-Xatt oferuje widok na port Marsamxett. Promenada jest zakończona punktem widokowym, skierowanym na stolicę Malty, Vallettę.